# Munidopsis ariadne
Munidopsis ariadne is een tienpotigensoort uit de familie van de Munidopsidae. De wetenschappelijke naam van de soort is voor het eerst geldig gepubliceerd in 2011 door Macpherson.